# エッシャー美術館
エッセル・イン・ヘット・パレイス（オランダ語: Escher in Het Paleis）またはエッシャー美術館（エッシャーびじゅつかん）は、オランダ・ハーグにある美術館であり、オランダの画家マウリッツ・エッシャーの作品に特化している。ランゲ・フォールハウト宮殿の中に2002年11月に開館した。館名は「宮殿の中のエッシャー」の意味である。

## 歴史
この美術館は、18世紀に建てられたランゲ・フォールハウト宮殿の中にある。1896年、前国王ウィレム3世の妃エンマがこの邸宅を購入し、1901年3月から1934年3月まで冬の宮殿として使用した。その後はウィルヘルミナ、ユリアナ、ベアトリクスの歴代女王がオフィスとして使用した。ベアトリクスは、1984年にノールドアインデ宮殿にオフィスを移し、1991年にハーグ市に対して文化活動に使用することを条件にこの建物を売却した。現在も1階と2階には、王宮として使われていた頃の様子を紹介する展示がある。この建物では、オーギュスト・ロダン、フリーダ・カーロ、ベネチアガラスの展覧会が開催された後、2002年11月からはエッシャーの作品の常設展示を行っている。

## 収蔵品
エッシャーの木版画やリトグラフを多数常設展示している。その中でも著名な作品は、 『空と水I』『物見の塔』『滝』『描く手』である。
3階は「錯視の部屋」と呼ばれ、大人が子供より小さく見える「エッシャーの部屋」のほか、複数のインタラクティブな展示がある。
収蔵している版画作品は、エッシャーの手によるオリジナルの作品であると表示されていたが、2015年に、オリジナルの作品をスキャンして、当時エッシャーが使用していたのと同じ種類の紙に印刷したレプリカであることが判明した。

## 内装
館内の各部屋には、ロッテルダムのアーティスト、ハンス・ファン・ベンテムが制作した15個のシャンデリアが設置されている。これらは、エッシャーの作品やこの建物にちなんでファン・ベンテムがデザインした物である。
寄木細工の床は、ハーグ市に売却され美術品の展示施設に改装された際に、アメリカのミニマルアーティスト、ドナルド・ジャッドによってデザインされたものである。